# Sezione Operaie e Lavoranti a Domicilio
Sezione Operaie e Lavoranti a Domicilio (SOLD) var en italiensk organisation för kvinnor inom det Nationella fascistpartiet (PNF) mellan 1937 och 1945. Den var formellt en sektion av Fasci Femminili.
Det organiserade urbana arbetarkvinnor och hustrur till urbana arbetare, och indoktrinerade dem i fascismens ideologi, genom samma princip som bondkvinnorna organiserades i Massaie Rurali. 